# 투판닥틸루스
투판닥틸루스(Tupandactylus)는 중생대 백악기 전기 남아메리카에서 살았던 익룡이다. 속명의 뜻은 투피족의 신화에 등장하는 천둥의 신 '투판(Tupan)'과 손가락을 의미하는 '닥틸루스(dactylus)'가 결합되어 '투판의 손가락'을 의미한다.